# Fur and Gold
Fur and Gold – debiutancki album muzyczny angielskiej piosenkarki o pakistańskich korzeniach, Bat for Lashes. Wydany 11 września 2006. Album został nominowany w 2007 do Mercury Music Prize.
Na płycie gościnnie udzielił głosu i zagrał na gitarze Josh T. Pearson (z Lift to Experience).

## Lista utworów
1. "Horse and I" - 3:04
2. "Trophy" - 4:00
3. "Tahiti" - 3:38
4. "What's a Girl to Do?" - 2:58
5. "Sad Eyes" - 4.16
6. "The Wizard" - 4:16
7. "Prescilla" - 3:34
8. "The Bat's Mouth" - 4:25
9. "Seal Jubilee" - 4:44
10. "Sarah" - 3:56
11. "I Saw a Light" - 6:24

## Okładka
Okładka jest ściśle związana ze snem artystki z młodości. Ujrzała ona w nim parę koni biegających po lesie. Po przebudzeniu się Natasha wiedziała już, że w przyszłości będzie tworzyć muzykę. Pierwszy utwór nawiązuje do tego wydarzenia.
Na okładce widać wokalistkę, która nocą stoi przy czarnym koniu. Na drugim planie znajduje się dom, z którego "ucieka".

## Single
The Wizard
- Płyta gramofonowa 7"
- Liczba utworów: 2

Trophy
- Data wydania: 30 października 2006
- Płyta gramofonowa 7"
- Liczba utworów: 2

Prescilla
- Data wydania: 12 marca 2007
- CD
- Liczba utworów: 3

What's A Girl To Do
- Data wydania: 9 czerwca 2007
- CD, płyta gramofonowa 7"
- Liczba utworów: 3